# 稲上正

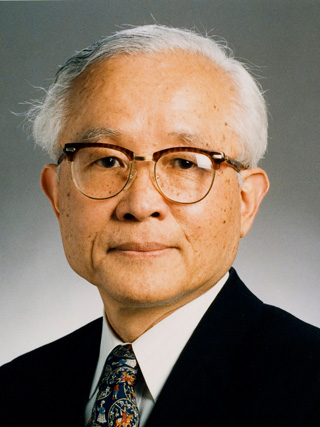
日本学士院より公表された肖像

稲上 正（いながみ ただし、1931年5月20日 - 2023年3月13日）は、日本の生化学者。ヴァンダービルト大学大名誉教授、日本学士院会員。専門は栄養生化学、分子細胞生理学。たんぱく質分解酵素「レニン」の構造を解明するなど、血圧の降圧剤の開発に貢献した。

## 経歴
1931年5月、神戸市生まれ。1953年、京都大学農学部を卒業、栄養化学の学士号を取得。1954年にフルブライト奨学生として渡米し、イェール大学に進学。1958年にイェール大学で生物物理化学の博士号を取得。1963年に京都大学で栄養学の理学博士号を取得した。1966年にヴァンダービルト大学の生化学教室の助教授となる。
米国心臓協会高血圧研究学会からCIBA賞、日本学士院賞（村上和雄と共同）などを受賞した。2010年には日本学士院の会員に選出された。
2023年3月13日、急性肺炎のため、アメリカ合衆国ペンシルベニア州ピッツバーグにて死去。91歳没。